# Echidnodella linearis
Echidnodella linearis är en svampart som först beskrevs av Syd. & P. Syd., och fick sitt nu gällande namn av Hans Sydow 1918. Echidnodella linearis ingår i släktet Echidnodella och familjen Asterinaceae.   Inga underarter finns listade i Catalogue of Life.